# Пойразлы (Йозгат)
Пойразлы (тур. Poyrazlı) — осетинское село в районе Богазлыян турецкого ила Йозгат.

## Население
Население села составляют осетины-дигорцы, переселившиеся в Турцию из Северной Осетии после окончания Кавказской войны.